# Alta via n. 6
L'Alta via n. 6, conosciuta anche con il nome di Alta via dei Silenzi, è un'alta via alpina lungo le montagne dolomitiche, attraverso le regioni Friuli-Venezia Giulia e Veneto, in Italia. L'itinerario ha inizio dalle sorgenti del fiume Piave, nel comune di Sappada, in provincia di Udine, e termina nel comune di Vittorio Veneto, nella provincia di Treviso. Il percorso è segnalato da triangoli blu al cui interno è riportato il numero 6; in alcuni tratti si trova ancora il vecchio segnavia, identico a quello attuale ma di colore rosso.

## Storia
Le zone attraversate da questa Alta via, nel corso degli anni, hanno subito un forte spopolamento: i pastori hanno abbandonato casere, greggi e pascoli per andare a vivere in città.
Fra il 1967 ed il 1968, quando l'alpinista Wolfgang Herberg percorse il Duranno ed il Col Nudo, i luoghi erano ormai solitari. Wolfgang scrisse il Wie zur Zeit der Erschliesser (che significa Come al tempo della prima scoperta) in cui racconta lo stato di abbandono dei sentieri, scomparsi fra le erbacce, dato che non sono più solcati dalle greggi. A causa di questo degrado l'alpinista impiegò un tempo doppio rispetto a quello dei pionieri di inizio Novecento, da cui il titolo Come al tempo della prima scoperta.
Pochi anni dopo, nel 1972, Toni Sanmarchi scelse queste zone per creare l'Alta Via dei Silenzi. Il nome deriva proprio dal silenzio nato con lo spopolamento:
(Toni Sanmarchi)

## Caratteristiche dell'alta via
L'Alta via è lunga circa 180 km e si snoda ad una quota media di circa 2000 metri. Il dislivello complessivo, ottenuto sommando i dislivelli totali tra salite e discese, è pari a circa 19000 metri.
L'Alta via n. 6 è formata da ampi sentieri e mulattiere in buone condizioni ma anche da alcuni tratti esposti ed insidiosi, attrezzati nei punti più difficili. Vi sono, inoltre, tratti lunghi e lontani da rifugi e centri abitati. Per questi motivi l'Alta via è consigliata ad escursionisti esperti e ben allenati.
Vengono attraversati 10 gruppi montuosi, fra cui le Alpi Carniche, il Gruppo del Rinaldo, il massiccio del Tiàrfin, il gruppo Spalti di Toro-Monfalconi, il Duranno, l'Alpago (Col Nudo e Cavallo).

### Segnaletica

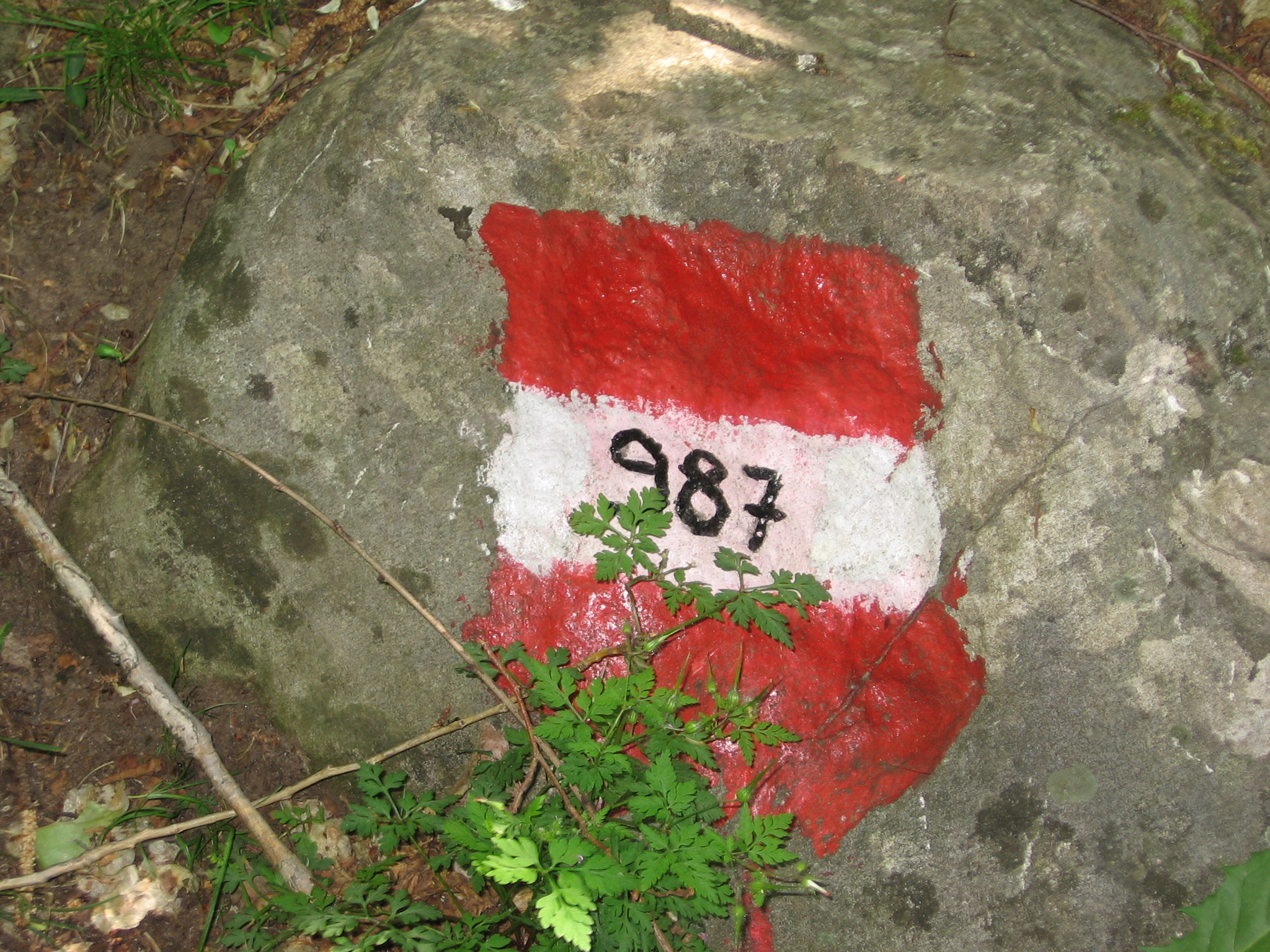
Un segnavia CAI

Come già accennato, l'Alta via è segnalata da triangoli blu contenenti il numero 6. È tuttavia più diffuso il classico segnavia del CAI, costituito da 3 strisce orizzontali: la centrale è bianca e può contiene il numero del sentiero, mentre le due laterali sono rosse.
La segnaletica è buona ovunque; tuttavia nella zona del Duranno e del Col Nudo bisogna prestare attenzione per evitare di uscire dal tracciato dell'Alta via.

## Caratteristiche naturali

### Geologia
La geologia è per la maggior parte costituita da rocce sedimentarie: ad esempio la parte di Alpi carniche attraversata dall'Alta via è formata calcari dolomitici del Trias (analoghi a quelli delle dolomiti del Cadore) e l'Alpago è formato da calcari oolitici.
Fa eccezione la Val Degano dove si trovano delle formazioni risalenti al Paleozoico. In questa zona emerge il bianchissimo calcare devoniano che forma il monte Peralba.

### Flora

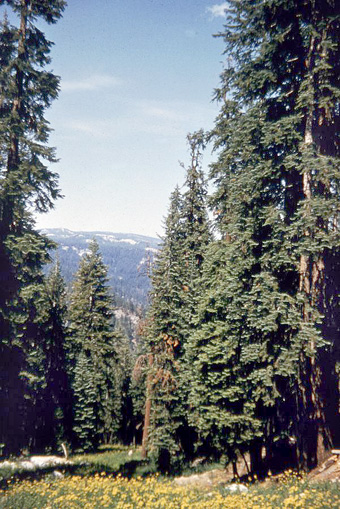
Foresta di abete rosso

La flora che si può vedere percorrendo questa Alta Via è prevalentemente di tipo forestale ed è legata alle varie zone fitoclimatiche.
Intorno ai 1000 metri si trova la zona Fagetum caratterizzata da boschi di faggio e abete bianco. Esempio di questa zona è il bosco del Cansiglio.
Fra i 1400 ed i 1800 metri si trova la zona Picetum. La maggior parte dell'Alta via si svolge proprio in questa zona caratterizzata dalla presenza dell'abete rosso. Nel sottobosco è possibile trovare facilmente il faggio, l'acero montano, la betulla, il salice, il sambuco ed il rododendro. Per quanto riguarda lo strato erbaceo si trovano l'erica carnica, le felci, vari tipi di muschi e fiori.
Salendo di quota, precisamente fra i 1700 ed i 1800 metri si trova la zona Alpinetum cararrizata dalla presenza del pino mugo e dal alcune chiazze di larici.
Fra le rocce dolomitiche ed i ghiaioni si possono ammirare bellissimi fiori, quali la Potentilla nitida e la Potentilla cauleoscens o la Veronica Bonarota.

### Fauna

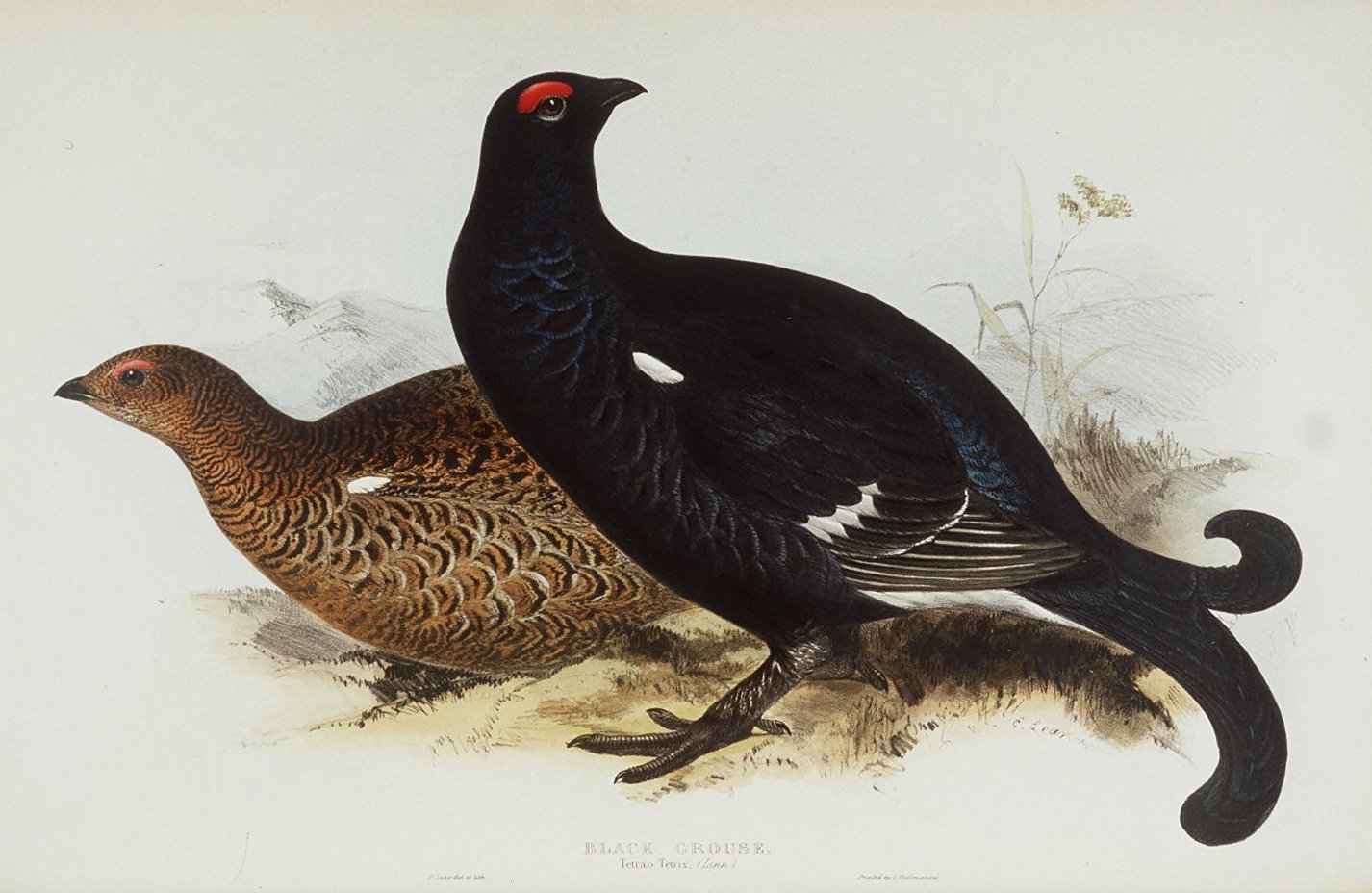
Il fagiano di monte

La fauna che è possibile ammirare percorrendo questa Alta Via è molto varia. Fra le specie alpine è possibile trovare il camoscio, il capriolo, il fagiano di monte e la pernice.
Più frequenti sono, invece, la lepre bianca, il tasso e la volpe. Fra gli animali diffusi si trovano anche alcune specie di vipera, quali il Marasso, l'Aspis e la Vipera Cornuta.
Lungo i corsi d'acqua si trovano alcuni anfibi, come la salamandra, il tritone alpestre e l'ululone. Fra i pesci è molto diffusa la trota.
Nel corso degli anni gli animali si sono ridotti considerevolmente a causa di una caccia selvaggia. Ultimamente le cose stanno iniziando a migliorare con i provvedimenti presi per il ripopolamento.

## Itinerario

### 1ª tappa: Rifugio Sorgenti del Piave - Sappada

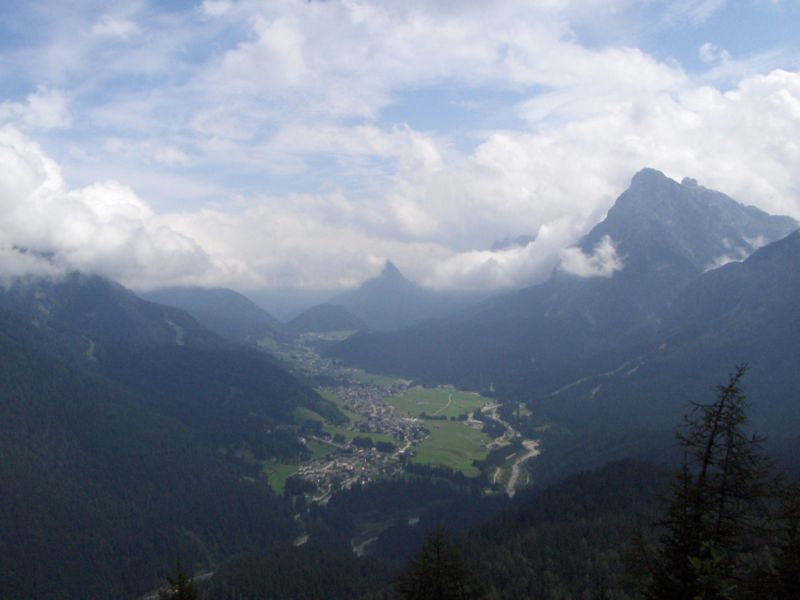
Sappada

Dal Rifugio Sorgenti del Piave (1.830 m) a Sappada (1.218 m) - Percorrenza: 4 h - Dislivello: 500 m in salita, 1.150 m in discesa - Sentieri: CAI n. 136, 129, 135 - Difficoltà: EE (Escursionistico per Esperti) - Cartografia: Carta Tabacco n. 01, 1:25.000

### 2ª tappa: Sappada - Rifugio Fratelli De Gasperi

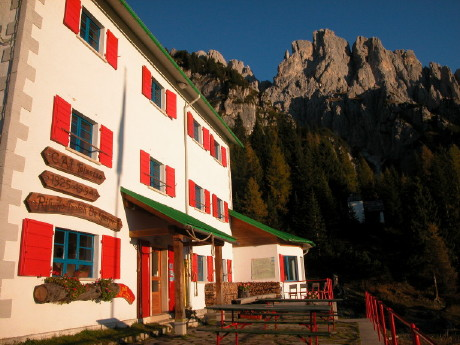
Rifugio Fratelli De Gasperi

Da Sappada (1.218 m) al Rifugio Fratelli De Gasperi (1.767 m) - Percorrenza: 4 h - Dislivello: 800 m in salita, 260 m in discesa - Sentieri: CAI n. 314, 315, 201 - Difficoltà: EE (Escursionistico per Esperti) - Cartografia: Carta Tabacco n. 01, 1:25.000

#### Variante I
Da Sappada (1.218 m) al Rifugio Fratelli De Gasperi (1.767 m) per Passo Elbel

### 3ª tappa: Rifugio Fratelli De Gasperi - Rifugio Tenente Fabbro
Dal Rifugio Fratelli De Gasperi (1.767 m) al Rifugio Tenente Fabbro (1.783 m) - Percorrenza: 4 h - Dislivello: 370 m in salita, 350 m in discesa - Sentieri: CAI n. 201, 203 - Difficoltà: E (Escursionistico) - Cartografia: Carta Tabacco n. 01, 1:25.000

### 4ª tappa: Rifugio Tenente Fabbro - Rifugio Giaf
Dal Rifugio Tenente Fabbro (1.783 m) al Rifugio Giaf (1.400 m) - Percorrenza: 6,30 h - Dislivello: 500 m in salita, 1.120 m in discesa - Sentieri: CAI n. 619, 338, 336, 207 - Difficoltà: E (Escursionistico) - Cartografia: Carta Tabacco n. 02, 1:25.000

### 5ª tappa: Rifugio Giaf - Rifugio Padova
Dal Rifugio Giaf (1.400 m) al Rifugio Padova (1.287 m) - Percorrenza: 3 h - Dislivello: 650 m in salita, 760 m in discesa - Sentiero: CAI n. 346 - Difficoltà: E (Escursionistico) - Cartografia: Carta Tabacco n. 02, 1:25.000

### 6ª tappa: Rifugio Padova - Bivacco Casera Laghét de Sora
Dal Rifugio Padova (1.287 m) al Bivacco Casera Laghét de Sora (1.871 m) - Percorrenza: 4,30 h - Dislivello: 980 m in salita, 400 m in discesa - Sentieri: CAI n. 352, 389 - Difficoltà: EE (Escursionistico per Esperti) - Cartografia: Carta Tabacco n. 21, 1:25.000

#### Variante II
Dal Rifugio Giaf (1.400 m) al Bivacco Casera Laghét de Sora (1.871 m) per la val Meluzzo, il Rifugio Pordenone, in sentiero Marini ed il bivacco Gervasutti

#### Variante III
Dal Rifugio Giaf (1.400 m) al Rifugio Pordenone (1.249 m) passando per il Bivacco Granzotto-Marchi ed il Bivacco Giuliano Perugini

#### Variante III/bis
Dal Rifugio Pordenone (1.249 m) al Bivacco Casera Laghét de Sora (1.871 m) per il sentiero Marini ed il Bivacco Gervasutti

#### Variante IV
Dal Rifugio Giaf (1.400 m) al Bivacco Casera Laghét de Sora (1.871 m) per il Rifugio Padova, la Capanna Tita Barba, la Casèra del Cavalét e la Forcella del Frate.

#### Variante V
Dal Rifugio Giaf (1.400 m) al Bivacco Casera Laghét de Sora (1.871 m) per il Bivacco Granzotto-Marchi, il Bivacco Giuliano Perugini, la Forcella Segnata, il Rifugio Padova, la Capanna Tita Barba e la Forcella del Frate.

### 7ª tappa: Bivacco Casera Laghét de Sora - Bivacco Greselìn
Dal Bivacco Casera Laghét de Sora (1.871 m) al Bivacco Greselìn (1.920 m) - Percorrenza: 8 h - Dislivello: 800 m in salita, 750 m in discesa - Sentieri: non numerati - Difficoltà: EEA (Escursionistico per Esperti Attrezzati) - Cartografia: Carta Tabacco n. 21, 1:25.000
In questo tratto il sentiero CAI è stato dismesso, tuttavia un escursionista esperto, in grado di arrampicare sul II grado, può ugualmente compiere la traversata seguendo le tracce e gli ometti.

### 8ª tappa: Bivacco Greselìn - Cimolais

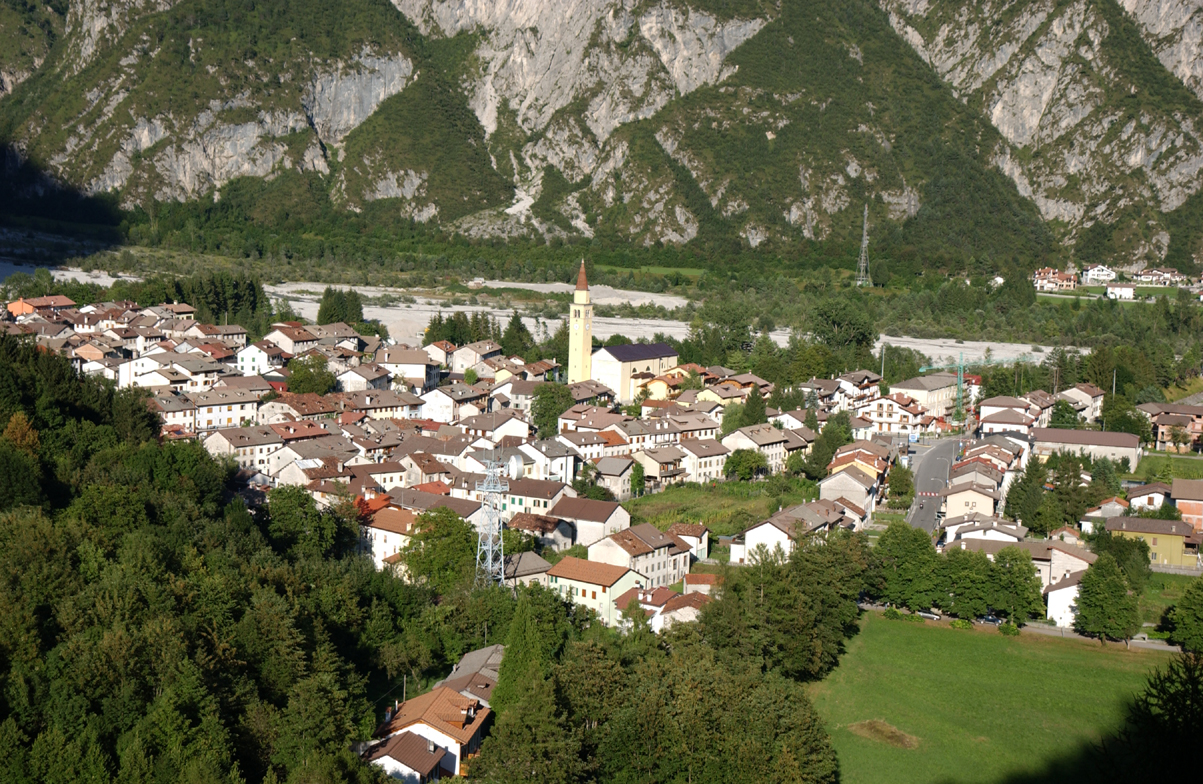
Cimolais

Dal Bivacco Greselìn (1.920 m) a Cimolais (775 m) - Percorrenza: 8 h - Dislivello: 350 m in salita, 1.620 m in discesa - Sentieri: 358, 374 - Difficoltà: EE, EEA (Escursionistico per Esperti Attrezzati) - Cartografia: Carta Tabacco n. 21, 1:25.000

#### Variante VI
Dal Rifugio Maniago (1.730 m) a Erto (775 m) per "sentiero alpinistico Osvaldo Zandonella"

### 9ª tappa: Cimolais - Ricovero Col Nudo
Da Cimolais (775 m) al Ricovero Col Nudo (965 m) - Percorrenza: 7 h - Dislivello: 1.620 m in salita, 150 m in discesa - Sentieri: 965 - Difficoltà: EE (Escursionistico per Esperti) - Cartografia: Carta Tabacco n. 12, 1:25.000

### 10ª tappa: Ricovero Col Nudo - Rifugio Semenza

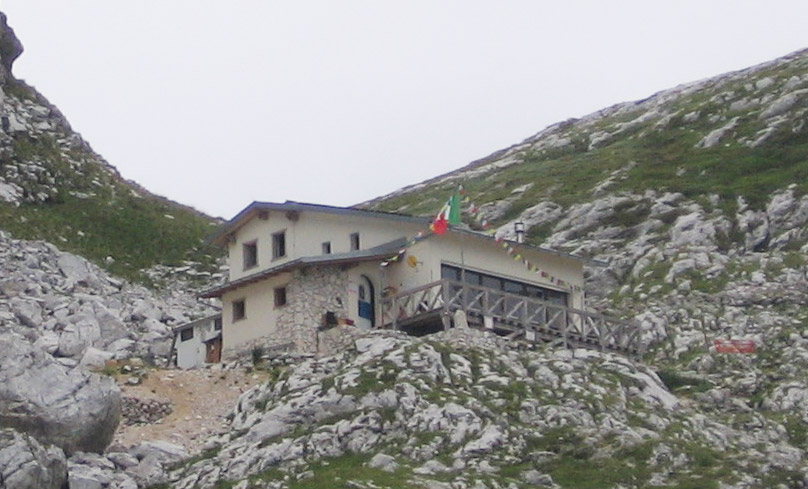
Rifugio Semenza

Dal Ricovero Col Nudo (965 m) al Rifugio Semenza (2.020 m) - Percorrenza: 6,30 h - Dislivello: 1.200 m in salita, 1.300 m in discesa - Sentieri: 965, 924 - Difficoltà: EE, E (Escursionistico per Esperti) - Cartografia: Carta Tabacco n. 12, 1:25.000

### 11ª tappa: Rifugio Semenza - Vittorio Veneto
Dal Rifugio Semenza (2.020 m) a Vittorio Veneto (139 m) - Percorrenza: 9 h - Dislivello: 430 m in salita, 2.300 m in discesa - Sentieri: 924, 922, 980 - Difficoltà: E (Escursionistico) - Cartografia: Carta Tabacco n. 12 e n. 24, 1:25.000